# Skytte vid olympiska sommarspelen 1980
De olympiska tävlingarna i skytte 1980 avgjordes mellan den 20 och 26 juli i Mytisjtji i östra Moskva. Totalt deltog 239 tävlande, 234 män och fem kvinnor, från 38 länder i tävlingarna.

## Medaljfördelning
| Gren                                       | Guld                              | Silver                          | Brons                         |
| Snabbpistol Detaljer...                    | Rumänien Corneliu Ion             | Östtyskland Jürgen Wiefel       | Österrike Gerhard Petritsch   |
| Fripistol Detaljer...                      | Sovjetunionen Aleksandr Melentjev | Östtyskland Harald Vollmar      | Bulgarien Lubcho Diakov       |
| 50 meter gevär, liggande Detaljer...       | Ungern Károly Varga               | Östtyskland Hellfried Heilfort  | Bulgarien Petar Zaprianov     |
| 50 meter gevär, tre positioner Detaljer... | Sovjetunionen Viktor Vlasov       | Östtyskland Bernd Hartstein     | Sverige Sven Johansson        |
| 50 meter rörligt mål Detaljer...           | Sovjetunionen Igor Sokolov        | Östtyskland Thomas Pfeffer      | Sovjetunionen Aleksandr Gazov |
| Trap Detaljer...                           | Italien Luciano Giovannetti       | Sovjetunionen Rustam Yambulatov | Östtyskland Jörg Damme        |
| Skeet Detaljer...                          | Danmark Hans Kjeld Rasmussen      | Sverige Lars-Göran Carlsson     | Kuba Roberto Castrillo        |

## Medaljtabell
| Pl. | Nation        | Guld | Silver | Brons | Totalt |
| --- | ------------- | ---- | ------ | ----- | ------ |
| 1   | Sovjetunionen | 3    | 1      | 1     | 5      |
| 2   | Danmark       | 1    | 0      | 0     | 1      |
| 2   | Italien       | 1    | 0      | 0     | 1      |
| 2   | Rumänien      | 1    | 0      | 0     | 1      |
| 2   | Ungern        | 1    | 0      | 0     | 1      |
| 6   | Östtyskland   | 0    | 5      | 1     | 6      |
| 7   | Sverige       | 0    | 1      | 1     | 2      |
| 8   | Bulgarien     | 0    | 0      | 2     | 2      |
| 9   | Kuba          | 0    | 0      | 1     | 1      |
| 9   | Österrike     | 0    | 0      | 1     | 1      |